# Werner Haase (medico)
Werner Haase (Köthen, 2 agosto 1900 – Mosca, 30 novembre 1950) è stato un medico e militare tedesco membro delle Allgemeine-SS e professore di medicina e uno dei medici personali di Adolf Hitler.

## Biografia
Ottenne la laurea in medicina nel 1924 e poi divenne chirurgo. Entrò nel partito nazista nel 1933. Dal 1934 in poi, fece parte del personale della clinica di chirurgia dell'Università di Berlino e l'anno seguente divenne il medico personale di Hitler. Il 1º aprile 1941, Haase entrò nelle SS e fu promosso al grado di SS-Obersturmbannführer il 26 giugno 1943. Sembrava che il Führer ne avesse una buona opinione. Il libro Hitler's Death: Russia's Last Great Secret from the Files of the KGB, basato su documenti di archivi sovietici, riporta un telegramma scritto da Hitler a Haase nel giorno del suo compleanno nel 1943, che recita così: "Accetti le mie più vive congratulazioni per il suo compleanno".
Negli ultimi giorni della battaglia di Berlino, alla fine dell'aprile 1945, Haase, con Ernst-Günther Schenck, cercò di salvare le vite di molti civili e soldati tedeschi feriti in un ospedale di fortuna localizzato nel seminterrato della Cancelleria del Reich. Il seminterrato portava a un rifugio antiaereo noto come Vorbunker; questi era collegato da una scalinata, la quale portava al Führerbunker. Il 29 aprile, Hitler espresse dubbi riguardo alle capsule di cianuro che aveva ricevuto dalle SS di Heinrich Himmler.
Per verificare le potenzialità delle capsule, Haase fu convocato al Führerbunker per testarne una sul cane di Hitler, Blondi. Una capsula di cianuro fu fatta ingerire al cane, che morì come ci si aspettava. Parlando con Haase in quel periodo, Hitler gli chiese consiglio, chiedendo quale fosse il miglior metodo di suicidio. Haase suggerì a Hitler di ingerire una capsula di cianuro e di spararsi in testa allo stesso tempo. Rimase nel Führerbunker fino al suicidio di Hitler, che avvenne il pomeriggio successivo. Haase ritornò poi al suo lavoro nell'ospedale di fortuna. Haase, Helmut Kunz e le infermiere Erna Flegel e Liselotte Chervinska furono catturati dalle truppe dell'Armata Rossa il 2 maggio.
Il 6 maggio, Haase fu tra i prescelti dalle autorità sovietiche per identificare il corpo di Goebbels, sua moglie Magda e dei loro sei figli: Haase riuscì nell'intento nonostante il corpo del "Dottore" fosse parzialmente carbonizzato. Divenuto prigioniero di guerra dai sovietici, in giugno fu accusato di essere "medico personale del precedente cancelliere del Reich, Hitler, e di aver curato componenti del governo nazista e membri delle guardie di Hitler appartenenti alle SS". La sentenza non fu registrata. Morì in prigionia di tubercolosi nel 1950, nella prigione di Butyrka.

## Nella cultura di massa
- Nel film del 2004 La caduta - Gli ultimi giorni di Hitler (Der Untergang), Werner Haase è stato interpretato dall'attore Matthias Habich.